# Marco Marazzoli
Marco Marazzoli (* um 1602 in Parma; † 26. Januar 1662 in Rom) war italienischer Geistlicher, Sänger, Harfenist und Komponist des Barocks.

## Leben
Marazzoli wurde vermutlich 1625 zum Priester geweiht und zog 1626 nach Rom, wo er zunächst als Harfenist tätig war, bevor er Karriere im Dienst des römischen Kardinals Antonio Barberini machte. Er begleitete Barberini 1631 in der päpstlichen Delegation nach Urbino. Im Jahr 1637 begann sein Dienst als Tenor in der päpstlichen Kapelle. Die Unterstützung der einflussreichen Barberini Familie ermöglicht es ihm in Rom weltliche Werke zu komponieren, andere Mäzene ermöglichten ihm später auch in Ferrara und Venedig zu arbeiten. Marazzoli war an der Entstehung der ersten komischen Opern beteiligt, Chi soffre speri und Dal male il bene. Danach komponierte er 1640 bis 1641 L’Armida für Ferrara, 1642 Gli amori di Giasone e d’Isifile für Venedig und Le pretensioni del Tebro e del Po anlässlich der Ankunft des Generals der päpstlichen Armee Taddeo Barberini in Ferrara. Auf Einladung des Kardinals Jules Mazarin und mit Barberinis Erlaubnis ging Marazzoli 1643 nach Paris, wo er unter anderem für Anna von Österreich Kantaten komponierte. Bedingt durch den Tod des Papstes Urbans des VIII. floh die Barberini Familie 1644 nach Paris. Marazzoli kehrte 1645 nach Rom zurück, widmete sich jedoch aufgrund des Exils Barberinis vermehrt der Komposition geistlicher Musik. Nach Barberinis Rückkehr 1653 entstanden weitere Opern.
Marazzolis Kantaten ähneln denjenigen von Luigi Rossi, verwenden aber in stärkerem Ausmaß Chromatik und Dissonanzen.

## Werke

### Bühnenwerke
Opern
- La pazzia d’Orlando (1638, Musik verloren)
- La fiera di Farfa (1639)
- L’Amore trionfante dello Sdegno (L’Armida) (1641)
- Gli amori de Giasone e d’Isifile (1642, Musik verloren)
- Le pretensioni del Tebro e del Po (1642)
- Il giudito della ragione tra la Beltà e l’Affetto (Il Capriccio) (1643, Musik verloren)
- Dal male il bene (1654)
- La Vita humana (1656) – Libretto von Rospigliosi, dem späteren Papst Clemens IX. Wiederbelebt durch Le Poème Harmonique, Dir. Vincent Dumestre am Festival d’Ambronay 2006.
- Le armi e gli amori (1656)

Anderes
- Intermedio für Troades (1640, zweifelhaft)
- Prolog für Lullys L’Amour malade (1657, zweifelhaft)

### Oratorien
(alle komponiert 1645–1653)
Lateinische Oratorien
- Erat fames in terra Canaan
- Erat quidam languens Lazarus
- Erat quidem languidus
- Homo erat pater familias
- Venit Jesus in civitatem Samarie
- O mestissime Jesu

Italienische Oratorien
- Per il giorno della resurrezione
- San Tomaso
- Santa Caterina
- Natale di N.S. (verloren)
- Per ogni tempo (verloren)
- Santa Giustina di Padova (verloren)
- Ecco il gran rè de regi
- Poiché Maria dal sui virgineo seno
- Qual nume omnipotente che diè leggi
- Udito habbiam Giesù

## Aufnahmen (Auswahl)
- San Tomaso und Per il giorno della Resurrezione mit Johanna Koslowsky, Maria Cristina Kiehr, Mona Spägele, Gerd Türk, Wilfried Jochens, Stephan Schreckenberger, Cantus Cölln, Leitung: Konrad Junghänel. Auf Roman Oratorios Deutsche Harmonia Mundi, 1995.
- Elena invecchiata („Cadute erano' al fine“) und Lamento d’Artemisia („Già celebrato havea la Regina di Caria“) mit Nadine Balbeisi, Theodora Baka, Atalante Ensemble, Leitung: Erin Headley. Auf Reliquie di Roma I: Lamentarium. Nimbus Alliance, 2011.
- Oratorio Di Santa Caterina mit Katherine Watson, Nadine Balbeisi, Emily Van Evera, Steve Dugardin, Juan Sancho, Christian Immler, Atalante Ensemble, Leitung: Erin Headley. Auf Reliquie di Roma II: Caro Sposo. Nimbus Alliance, 2012.